# 諾威奇敦
諾威奇敦（英語：Norwichtown）是位於美國康乃狄克州新倫敦縣的一個歷史區。該地的面積和人口皆未知。

## 地理
諾威奇敦的座標為41°32′53″N 72°05′33″W / 41.54806°N 72.09250°W，而該地的平均海拔高度為17米（即56英尺）。